# Villenave-de-Rions
Villenave-de-Rions là một xã trong tỉnh Gironde, thuộc vùng Nouvelle-Aquitaine của nước Pháp, có dân số là 274 người (thời điểm 1999). Xã nằm trong vùng đô thị của thành phố Bordeaux. Villenave-de-Rions là một làng trồng nho thuộc vùng Premières Côtes de Bordeaux và Cadillac.

## Nhân khẩu học
| 1962 | 1968 | 1975 | 1982 | 1990 | 1999 |
| ---- | ---- | ---- | ---- | ---- | ---- |
| 252  | 252  | 216  | 261  | 286  | 274  |